# Sandu Albiter
Alexandru (Sandu) Albiter (n. 5 septembrie 1952, Brașov) chitarist și lider al formației rock Grup 74 și al formației de blues Albiter Blues Company. 